# Innenhülle
Innenhüllen sind passgenaue Auskleidungen aus Kunststoff für alle Arten von Transport- und Lagerbehältern und dienen als Zubehör für Hobbocks, Stahl- und Kunststoff IBCs, FIBCs, Kunststoff- und Stahlblech-Fässer, Biertanks, Container und Kartonagen.

## Vorteile
Innenhüllen schützen die eingesetzten Behälter vor Verschmutzung durch das Füllgut und machen damit eine Reinigung überflüssig. Die Innenhülle wird in den Behälter eingestellt, befüllt und nach Entleerung einfach entnommen und entsorgt. Der Behälter bleibt sauber. Außerdem wird das Füllgut vor Umwelteinflüssen geschützt, da Innenhüllen eine sehr gute Barriere gegen O2 und H2O bieten.

## Behältertypen
Innenhüllen gibt es für 
- Stahl- und Kunststoff-Fässer
- Hobbocks
- Kartonagen
- FIBC
- Stahl- und Kunststoff IBC
- 20' und 40' ISO Container
- Bierlagertanks

## Material
Innenhüllen werden aus den Kunststoffarten Polyethylen, Polypropylen und Polyamid gefertigt. Je nach Füllgut können dem Kunststoff zusätzlich bestimmte Eigenschaften verliehen werden. Durch die Beimischung von Zusatzstoffen können z. B. leitfähige Folien hergestellt werden, die bei der Abfüllung von explosionsgefährdeten Gütern zum Einsatz kommen. 
Die verwendeten Materialien lassen sich in drei Hauptgruppen teilen:
- Monofolien aus einer Kunststoffart
- Coextrusionsfolien aus mehreren Kunststoffarten
- Aluminiumverbundfolien

### Monofolien
- aus LDPE

Es zeichnet sich durch seine Wasserdampf-Barriere und Flexibilität aus und ist besonders vielseitig einsetzbar. Durch die Beimischung von Additiven kann gleitfähiges, nicht blockendes und antistatisches LDPE erzeugt werden. Dadurch erreicht man ein besseres Handling beim Einstellen in die Umgebinde wie Fass, Hobbock oder Trommel.
- HDPE

HDPE entsteht im Niederdruckverfahren und zeichnet sich durch seine hohe Dichte aus. Es besitzt eine höhere Festigkeit und Hitzebeständigkeit als LDPE und findet daher vorwiegend Verwendung für Heißabfüllungen bis 100 °C.
- Polyamid

Polyamide sind teilkristalline thermoplastische Polymere und zeichnen sich durch eine hohe Festigkeit, Steifigkeit und Zähigkeit aus. Sie besitzen eine gute Chemikalienbeständigkeit und kommen für lösungsmittelhaltige Produkte und Heißabfüllungen bis 170  zum Einsatz, vorwiegend für sterilisierbare Rundbodensäcke und in Sperrschichtmaterialien.
- Polypropylen

Polypropylen ist ein weiterer Kunststoff. Es hat eine höhere Steifigkeit, Härte und Festigkeit als Polyethylen. Diese sind jedoch niedriger als bei anderen Kunststoffen wie z. B. Polyamid. Polypropylen ist beständig gegenüber Alkoholen, organischen Lösungsmitteln und Fetten. Heißabfüllungen sind bis 125 °C möglich.

### Coextrusionsfolien
Coextrusionsfolien bestehen aus mehreren Kunststoffschichten, die bei der Herstellung der Folie miteinander verbunden werden. Mehrschichtfolien kombinieren die Eigenschaften der einzelnen Kunststoffe. Polyamid zum Beispiel enthält eine Sauerstoff-Barriere und eine Chemikalien-Barriere. Eine Folie aus Polyamid und Polyethylen hat die Eigenschaften beider Komponenten.

### Aluminiumverbundfolien
Aluminiumverbundfolien bestehen aus einer oder mehreren Schichten Kunststoff und Aluminium, die miteinander kombiniert werden. Die Aluminiumschicht verhindert das Eindringen von Wasserdampf und das Austreten von Aromastoffen. Aluminiumverbundfolien bieten eine gute Barrierewirkung und sind daher besonders für hygroskopische Güter geeignet.

## Arten
Der Einsatz der Innenhülle richtet sich nach der Art des Behälters.

### Innenhüllen für Hobbocks und Fässer

#### Form Inliner
Form-Inliner werden aus einer Kunststoffplatte durch Erhitzen und anschließendes Hineinziehen in eine Form gefertigt. Sie schmiegen sich nahtlos an den Behälter an und sind somit die optimale Auskleidung für Füllgüter, die aufgerührt oder abgepumpt werden, sowie beim Einsatz von Folgeplatten. Form-Inliner™ garantieren eine problemlose Restentnahme des Füllgutes. Heißabfüllungen sind bis 120 °C möglich.

#### Rundbodensäcke
Rundbodensäcke bestehen aus einem schlauchförmigen Mantelteil und einer Bodenronde, die mittels eines speziellen Verfahrens miteinander verschweißt werden. Diese Technik bietet ein Höchstmaß an Reißfestigkeit. Die Passform reduziert Falten- und Taschenbildungen, wie sie bei herkömmlichen Flachsäcken auftreten, und erlaubt eine nahezu vollständige Entnahme des Füllproduktes.

### Innenhüllen für Kartonagen und FIBC

#### Cubiflex
Cubiflex werden z. B. aus extrudierten Polyethylen-Seitenfaltenschläuchen partikelarm produziert. Durch die angepassten Ein- und Auslaufstutzen wird eine saubere und staubfreie Befüllung und Entnahme garantiert.

### Innenhüllen für Kartonagen, FIBC und IBC

#### Flexotainer
Flexotainer werden in einem Arbeitsgang aus zwei Kunststoffplatten mit Befüll- und Entleerungsvorrichtungen hergestellt. Sie überzeugen durch ihre einzigartige Kombination aus Flexibilität und Robustheit. Durch die optimale Dichtheit garantieren Flexotainer den sicheren Transport von Flüssigkeiten.

### Innenhüllen für 20' und 40' ISO Container
Innenhüllen für Container werden entweder durch die Tür mittels Stutzen oder bei Toploadern durch den Domdeckel befüllt. Sie sind mit Halteseilen, Türschutzkarton aus starker Wellpappe, Sicherungsstangen aus Metall und seitlichen Restentleerungshilfen aus Wellpappe ausgestattet. Geeignet für alle Arten von Granulaten.

### Innenhüllen für Bierlagertanks
Innenhüllen für Bierlagertanks bestehen aus speziell für die Lagerung von Bier entwickelten Kunststofffolien. Sie sind auf die extremen Temperaturbedingungen und Druckverhältnisse im Lagertank abgestimmt. Ausschlaggebend für die Wahl der geeigneten Biertankhülle sind der Treibdruck und die Standzeit. Durch die spezielle Legeweise wird eine Selbstentfaltung während des Füllens gewährleistet. 